# 이융성
이융성은 대한민국의 희극 배우이다.

## 출연작

### 방송
- 웃찾사 (SBS)
  - 돌아버려 (2010)
  - 진격의 가족 (2013.06.30)
  - 극과 극 (2013.11.08 ~ 2014.05.23)
  - 말로 합시다 (2013.11.22 ~ 2014.01.24)
  - 좋아보인다 (2014.03.07 ~ 2014.06.20)
  - 배우고 싶어요 (2014.12.05 ~ 2015.06.07)
  - 이야~ (2015.07.26 ~ 2016.01.31)
  - YOP (2016.03.04 ~ 2016.09.21)
  - 사줘요 (2016.10.12 ~ 2016.12.07)
  - 저승사자 (2017.02.08 ~ 2017.03.15)